# PPD-40
De PPD-40 (Russisch: Пистолет-пулемёт Дегтярёва образец 1940 года; Pistolet-Poelemjot Degtjarjova, Obrazets 1940 goda; "Degtjarjov-machinepistool, model 1940") was een pistoolmitrailleur ontworpen in 1934 in de Sovjet-Unie. Het was sterk gebaseerd op (of zo men wil gekopieerd van) al bestaande ontwerpen in een tijd waarin de belangstelling voor een wapen van zijn soort in de Sovjet-Unie klein was.

## Geschiedenis
Nadat het in de Sovjet-Unie na de Russische Revolutie en daaropvolgende Russische Burgeroorlog rustig was geworden, had het invoeren van een pistoolmitrailleur geen hoge prioriteit.
Ontwikkeld in de Sovjet-Unie door Vasili Degtjarjov, was de PPD een bijna directe kopie van de Duitse Bergmann MP28. Het eerste prototype werd ontworpen in 1927, en was ingericht voor de 7,62x38mmR-patroon, zoals gebruikt in de Nagant M1895-revolver.
Later bleek deze revolverpatroon ongeschikt, en schakelde men eerst over op de Duitse 7,63x25mm Mauser-patroon (gebruikt in de Mauser C96), en daarna op de nieuwe 7,62x25mm Tokarev-patroon (gebruikt in de TT-30), die was gebaseerd op de 7,63x25mm Mauser.
Voor de PPD werd een 71-patroons trommelmagazijn gebruikt, een kopie van het magazijn van de Finse Suomi M31 (deze zou later ook in de PPSj-41 gebruikt worden); er werden echter ook 25-patroons magazijnen gebruikt (alleen voor de PPD-1934 en PPD-1934/38). Het had een vuurregelaar vlak voor de trekkerbeugel, dit maakte semi- en volautomatisch vuren mogelijk. Het vizier kon worden ingesteld tot 500 meter (een erg effectieve schootsafstand zou dit echter niet zijn voor dit type vuurwapen).
De PPD, waarvan slechts een klein aantal werd gemaakt, werd voor het eerst gebruikt door het Rode Leger in 1935 als de PPD-34. Naast het Rode Leger werden ook grenswachten en de NKVD werden ermee uitgerust. In 1938 kwam de PPD-34/38 en in 1940 de PPD-40, met beiden slechts kleine wijzigingen. De PPD-40 had echter het opvallende kenmerk dat het voorhout uit twee delen bestond, waar tussenin het magazijn werd geplaatst.
Een groot nadeel van de PPD was echter dat het een te ingewikkeld en te duur wapen was om het in grote aantallen te produceren. Toen in 1941 Duitsland de Sovjet-Unie binnenviel, was er maar een klein aantal PPD's beschikbaar. Een aantal PPD's kwam in Duitse handen.
Aangezien belangrijke fabrieken door de Duitsers waren ingenomen en veel PPD's dat ook waren, stapten de Sovjets over op de eenvoudigere PPSj-41, die eenvoudig en in kleine werkplaatsen kon worden vervaardigd. Alhoewel het officieel was vervangen door de superieure en goedkopere PPSh-41, werd het toch nog gebruikt door het Rode Leger tijdens de Tweede Wereldoorlog. In totaal werden er zo'n 90.000 PPD's vervaardigd.
De Duitsers onderschepten onbekende aantallen PPD's, en de PPD-34/38 en PPD-40 werden gebruikt als de MP 715(r) en de MP 716(r), respectievelijk. Deze vuurden ofwel onderschepte Russische patronen, ofwel de Duitse 7,63x25mm Mauser-patroon. (De 7,62x25mm Tokarev-patroon gebruikt in de PPD's was namelijk gebaseerd op dit Duitse patroon, en had dezelfde afmetingen.)
Ook Finse strijdkrachten onderschepten PPD's, tijdens de Winteroorlog en de Vervolgoorlog, en werden door kustwachten en paramilitaire troepen aan het thuisfront gebruikt.

## Gebruikers
- Sovjet-Unie
- Finland
- Albanië
- Noord-Korea